# Aubrey Wisberg
Aubrey Wisberg (Londres, 20 octubre 1909 - Nova York, 14 març 1990), guionista de pel·lícules i de televisió i productor acreditat en més de 40 pel·lícules, va néixer a Londres i va emigrar als Estats Units. Primer es va instal·lar a Savannah, Geòrgia i posteriorment es va traslladar a Nova York per estudiar i treballar. Finalment es va traslladar a Hollywood. Els seus primers guions estaven ambientats en la segona guerra mundial (Counter-Espionage i Submarine Raider el 1942 i They Came to Blow Up America el 1943) i va realitzar multitud de pel·lícules d'aventures i comèdies. El guió de la seva pel·lícula The Horn Blows at Midnight (1945) va suposar el debut del còmic Jack Benny i el de Hercules in New York (1969), el d'Arnold Schwarzenegger. L'any 1950, conjuntament amb el guionista Jack Pollexfen va formar la productora Mid-Century Productions. Entre les seves pel·lícules es pot incloure The Man From Planet X (1951), Return to Treasure Island (1954) i Murder Is My Beat (1955).
Wisberg va ser també l'autor de diferents llibres incloent “Patrol Boat 999”, “Savage Soldiers”, “This is the Life” i “Bushman at Large”.

## Filmografia
- Submarine Eaider (1942, guió)
- Counter-espionage (1942, guió)
- They Came to Blow Up America (1943, guió)
- Bomber's Moonn (1943, guió)
- After Midnight with Boston Blackie (1943, història original)
- The Horn Blows at Midnight (1945, guió)
- Betrayal from the East (1945, guió i adaptació)
- The Power of the Whistler (1945, guió)
- Scape in the Fog (1945, guió)
- Just Before Dawn (1946, guió)
- So Dark the Night (1946, guió)
- The Falcon's Adventure (1946, guió)
- The U-boat Prisoner (1947, guió)
- Road to the Big House (1947, guió)
- The Big Fix (1947, guió)
- Heaven Only Knows (1947, guió)
- The Burning Cross (1947, guió)
- The Wreck of the Hesperus (1948, guió)
- Treasure of Monte Cristo (1949, història original i guió)
- The Desert Hawk (1950, guió)
- The Man from Planet X (1951, història original i producció)
- Captive women (1952, guió)
- At Sword's Point (1952, història original)
- Port Sinister (1953, història original i producció)
- Problem Girl (1953, guió)
- The Steel Lady (1953, història original)
- Captain John Smith and Pocahontas (1953, guió)
- The Neanderthal Man (1953, guió i producció)
- Return to Treasure Island (1954, guió)
- Dragon's Gold (1954, producció)
- Captain Kidd and the Slave Girl (1954, guió)
- Casanova's Big Night (1954, història original)
- Murder is my Beat (1955, història original, guió I producció)
- Son of Sinbad (1955, guió)
- The Women of Pitcairn Island (1956, guió)
- Mission Mars (1968, guió)
- Hèrcules es torna boig (Hercules in New York) (1969, guió i producció)